# Шахово (Московская область)
Шахово — деревня в городском округе Домодедово Московской области.

## География
Находится в южной части Московской области на расстоянии приблизительно 16 км на юг-юго-восток по прямой от железнодорожной станции Домодедово.

## История
В 1629 году отмечалась как деревня помещиков Заниных, владеющих ею по грамоте царя Федора Ивановича, данной в 1591 году их отцу.

## Население
Постоянное население составляло 17 человек в 2002 году (русские 94 %), 12 в 2010.